# Faubourg de l'Arche
 (novembre 2023).
Si vous disposez d'ouvrages ou d'articles de référence ou si vous connaissez des sites web de qualité traitant du thème abordé ici, merci de compléter l'article en donnant les références utiles à sa vérifiabilité et en les liant à la section « Notes et références ».
Le Faubourg de l'Arche est un quartier de Courbevoie (Hauts-de-Seine en France), dont la reconstruction a débuté dans les années 1990, au nord de l'Arche de la Défense. Faubourg de l'Arche est également le nom de la station de tramway T2 qui dessert le quartier.
Le quartier recouvre toute la partie de Courbevoie située à l'Ouest du boulevard de la Mission-Marchand.
Il accueille principalement le pôle d'enseignement supérieur Léonard-de-Vinci, plusieurs immeubles et tours de bureaux ainsi que de nombreux immeubles d'habitation et commerces de proximité.

## Aménagement
L'aménageur de ce quartier est la SEMCODAN (Société d'économie mixte Courbevoie Danton), société d’économie mixte au capital partagé entre :
- La ville de Courbevoie (60 %),
- La Caisse des dépôts et consignations (20 %),
- Le groupe Vivendi (20 %).

Les architectes en Chef étaient les agences de Roland Castro et de Bernard Lamy.
La maîtrise d’œuvre des aménagements a été assurée de 1986 à 2007 par Beture Infrastructure (intégré en 2007 au groupe Egis sous le nom Egis Aménagement puis en 2011 Egis France).
Le quartier était à l'origine constitué de deux ZAC (Zone d'Aménagement Concerté) : la ZAC Danton et la ZAC des Fauvelles.
Le quartier se veut polyvalent grâce aux aménagements suivants :
- 42 immeubles résidentiels,
- 6 résidences privées de type appart'hotel, pour les étudiants,
- le pôle universitaire Léonard de Vinci
- 3 hôtels, dont l'Hôtel Pullman Paris La Défense,
- 6 tours de bureaux, dont la Tour Égée, la Tour Adria, la Tour GDF SUEZ et la Tour Cèdre,
- 10 espaces verts, dont le "Parc du Millénaire", conçu par l'Atelier Paysage de Beture Infrastructure, intégré depuis à "Atelier Villes & Paysages", une filiale du Groupe Egis,
- Commerces,
- Administrations publiques (mairie annexe, maison des associations...).

De plus, deux stations du tramway T2, sises sur le boulevard de la Mission-Marchand, desservent le quartier :
- Faubourg de l'Arche : située à la hauteur de la rue de Rouen ;
- Les Fauvelles : située à la hauteur de la rue des Fauvelles, en limite du quartier, à La Garenne-Colombes.

## Historique

### Avant les années 1990
Avant les années 1990, le quartier du faubourg de l’arche est constitué principalement de bidonvilles et de petit commerce.
Le quartier s’est développé en même temps que le quartier d’affaires de La Défense.
Aujourd’hui le faubourg de l’arche et un quartier cosmopolite de la classe moyenne.

### Avènement d'un quartier nouveau à partir des années 1990
- 1986 : premières études.

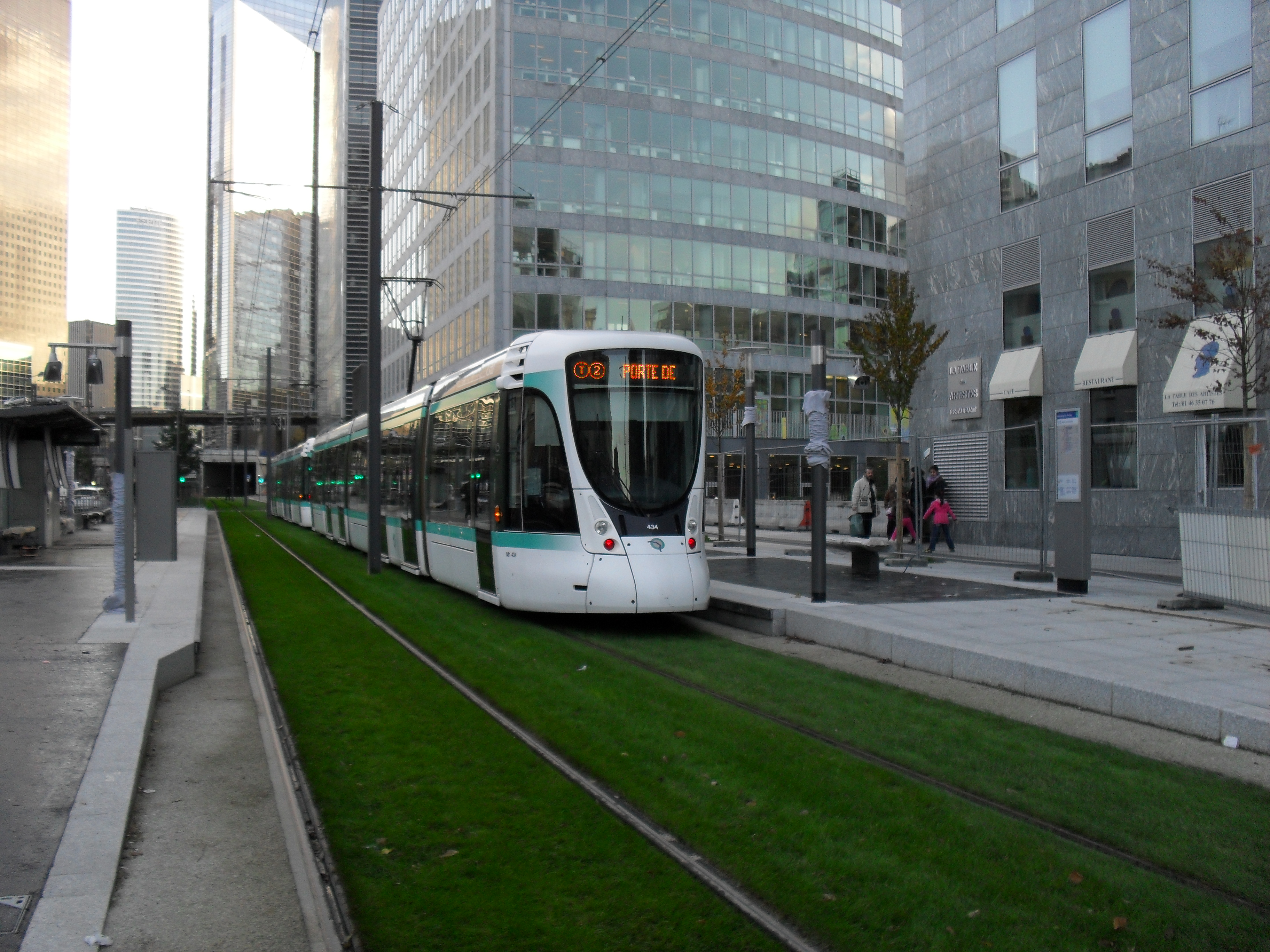
Tramway à l'arrêt à la station Faubourg de l'Arche, en direction de Porte de Versailles.

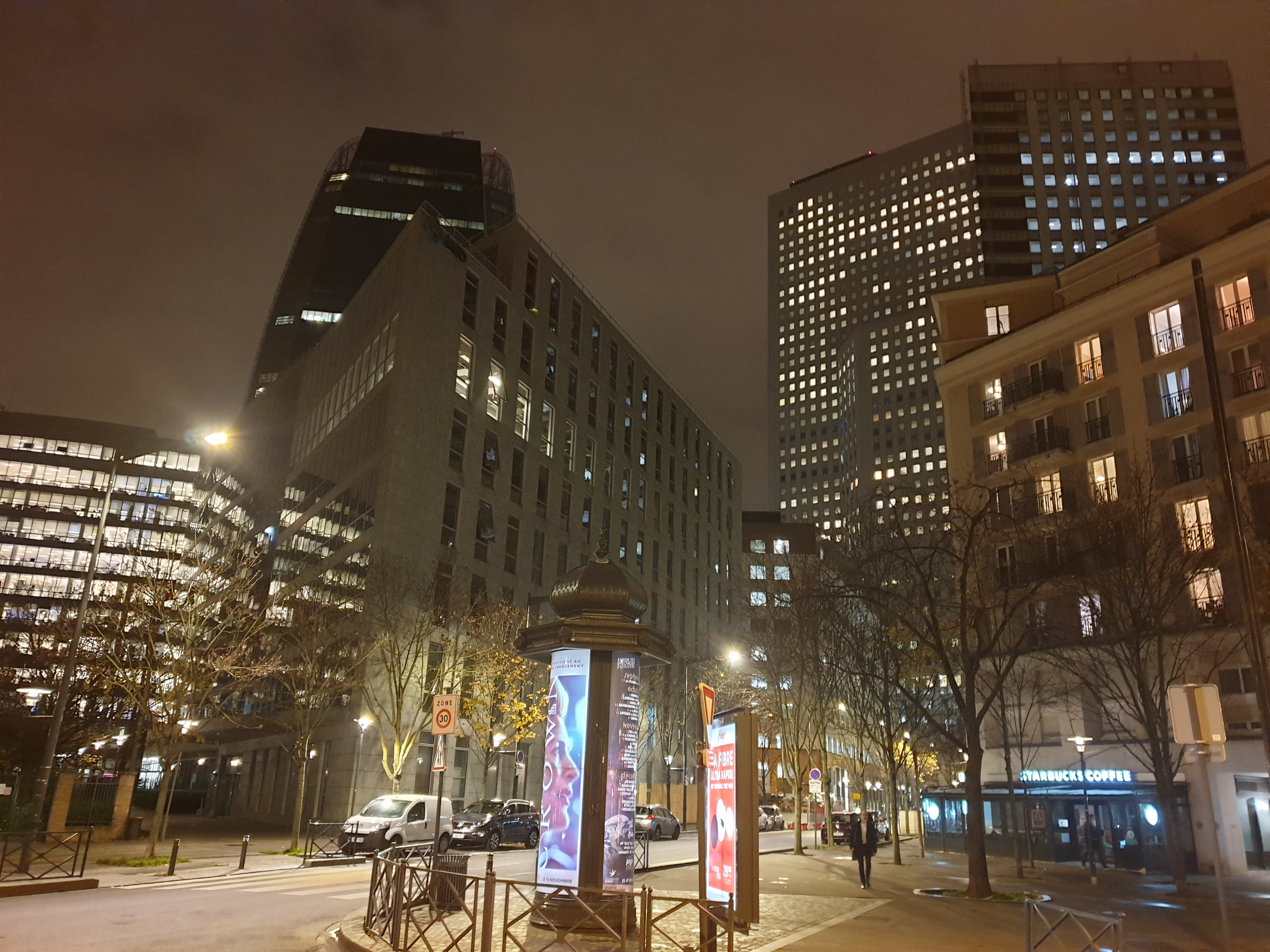
Le Faubourg de l'Arche une soirée de novembre 2020.

- 1988 : premières acquisitions foncières.
- 1989 : premières démolitions.
- 1991 : démarrage de la construction des premiers immeubles de logements.
- 1993 : lancement des travaux de construction du pôle d'enseignement supérieur Léonard-de-Vinci qui sera inauguré en 1995.
- 1994 : livraison du premier immeuble de logement (La Frégate).
- 1994 : explosion accidentelle de la CLIMADEF (centrale de climatisation du quartier de la Défense) le 30 mars.
- 1996 : début du chantier des premières tours de bureaux (immeuble Colisée et tour Cèdre).
- 1998 : livraison des premiers bureaux (Colisée et tour Cèdre).
- 1999 : création de la passerelle Léonard-de-Vinci, construction de la tour Égée.
- 2002 : construction de la tour Adria.
- 2004 : fin des acquisitions foncières et des démolitions. L'aménagement du quartier aura entrainé la disparition (entre autres) de la rue d'Alençon, de la rue Alexis Séon (qui s'appelait encore rue de Brest au début des travaux), en grande partie de la rue de Saint-Lô, de changements de dénominations (rue du Mans devenue rue des Lilas-d'Espagne, avenue de Caen devenue rue des Étudiants, rue Berthelot en grande partie rebaptisée avenue Léonard-de-Vinci ou encore rue Danton devenue avenue de l'Arche, ...), mais aussi de l'apparition de nouvelles voies (avenue Puvis-de-Chavannes, rue Le Tintoret, rue du Clos-Lucé, ...).
- 2007 : remplacement de la passerelle Léonard-de-Vinci.
- 2008 : Fin de la construction de la tour Tour GDF SUEZ et des travaux d'aménagement du Faubourg de l'Arche.
- 2011 : Fin de la construction de la Tour Adamas
- 2012 : Mise en service des stations Faubourg de l'Arche et Les Fauvelles de la Ligne 2 du tramway d'Île-de-France.